# Drammen HK
Dernière mise à jour : 22 septembre 2022.
Le Drammen Håndballklubbest un club de handball situé à Drammen, à une quarantaine de kilomètres au sud-ouest d'Oslo en Norvège.

## Historique
Le club résulte de la fusion en 1992 des sections de handball senior de Reistad IL (Reistad Idrettslag) , club omnisports fondé le 27 novembre 1942 à Reistad dans la municipalité de Lier, et de Sturla IF (Sturla Idrettsforening) , basé à Drammen, afin de lutter au plus haut niveau avec une formation régionale. Reistad IL continue en tant que club de jeunes et Sturla IF en tant que club omnisports. Le bleu des armoiries de la ville est choisi pour les maillots.
Intégré dès 1992 en première division norvégienne, l’équipe masculine redescend immédiatement. Elle remonte l’année suivante et en 1995 termine deuxième du championnat. En 1996, elle remporte la Coupe des Villes (C4), devenant ainsi le premier club norvégien sacré sur la scène continentale. L’année suivante arrive le premier titre national en Eliteserie. En 2007, après une deuxième finale de Coupe Challenge (C4), perdue contre les Roumains de CS UCM Reșița, Drammen est sacré champion pour la deuxième fois. il participe à la Ligue des champions pour la première fois en 2008 où il affronte le tenant du titre, le THW Kiel, et le FC Barcelone, six fois vainqueur de la compétition.

## Palmarès
Compétitions internationales
- Coupe des Villes/Challenge (C4) : 
  - Vainqueur (1) : 1996
  - Finaliste (1) : 2007
- Coupe du monde des clubs :
  - Finaliste (1) : 1997

Compétitions nationales
- Champion de Norvège :
  - Vainqueur (4) : 1997, 2007, 2008, 2010
- Coupe de Norvège :
  - Vainqueur (2) : 2008, 2018
  - Finaliste (5) : 1999, 2000, 2010, 2012, 2020

## Anciens joueurs célèbres
Parmi les anciens joueurs célèbres, on trouve :
- Torbjørn Bergerud
- Lars Erik Bjørnsen
- Espen Lie Hansen
- Joakim Hykkerud
- Henrik Jakobsen
- Kristian Kjelling
- Frank Løke
- Glenn Solberg